# Kenneth Vargas
Kenneth Gerardo Vargas Vargas (San José, 17 de abril de 2002) es un futbolista costarricense que juega como delantero centro o de extremo izquierdo en el Heart of Midlothian F. C. de la Scottish Premiership.

## Trayectoria

### Municipal Grecia
Fue enviado al Municipal Grecia de parte de las categorías inferiores del Club Sport Herediano, con el que tuvo su debut en la máxima categoría costarricense el 4 de marzo de 2021 contra Santos de Guápiles donde tuvo una participación durante 9 minutos en la derrota 1-2. Tres días después realizó su primera anotación, esta vez contra el Deportivo Saprissa, alineado como titular puso el primer tango al minuto 35, disputando un total de 71 minutos en la victoria 1-2.
En la temporada 2021-22 con los helénicos, realizó su primer doblete el 28 de julio de 2021 en el Torneo apertura contra el Club Sport Cartaginés, al minuto 11 abrió el marcador 1-0, mientras al minuto 22 anotó el segundo gol, disputando en su debut 87 minutos en la victoria 4-0.

### C. S. Herediano
Después de la participación con el Municipal Grecia, Vargas se devolvió al equipo dueño de su ficha, ascendiendo al equipo mayor. El 15 de enero de 2022, debutó en con los florenses, enfrentándose contra el Municipal Grecia, marcó su primera anotación al minuto 59, logrando finalizar con empate 1-1. El 18 de enero de 2022, se enfrentó ante Jicaral Sercoba, abriendo el marcador al minuto 43, disputando 78 minutos, finalizando con empate 1-1. El equipo rojiamarillo logró ubicarse en el Torneo Clausura con 36 puntos en la segunda posición con derecho a semifinales. El 19 de junio, debutó en la semifinal contra el Club Sport Cartaginés, disputando 31 minutos en el juego de ida en la derrota 1-0. En su siguiente partido volvió a tener participación durante 27 minutos en el empate 1-1, mientras en el marcador global, el equipo brumoso eliminaba al Club Sport Herediano con el marcador 1-2.
Tuvo su debut internacional en la Liga Concacaf 2022 el 17 de agosto de 2022 contra Pacific F. C. de Canadá, ingresó al minuto 90 en la victoria 0-1. El equipo florense avanzó a cuartos de final venciendo a Pacific F. C. en tanda de penales en el juego de vuelta, Vargas fue suplente. El 9 de septiembre de 2022 se enfrentó ante Real España de Honduras, alineado como titular, disputó un total de 54 minutos en al derrota 0-3. En su segundo partido, disputó 72 minutos en el empate 1-1 en el Estadio Nacional, el equipo florense quedó eliminado de la última edición de la Liga Concacaf con el marcador global 4-1.
El equipo rojiamarillo, logró ubicarse con 38 puntos, quedando líder en el grupo A del Torneo Apertura 2022, teniéndose que enfrentarse al Puntarenas F. C., Vargas estuvo en ambos juegos de ida y vuelta, venciendo al equipo porteño con el marcador global 3-1, logrando clasificar a la final. En la final, Vargas se enfrentó ante el Deportivo Saprissa, donde tuvo participación en ambos juegos de ida y vuelta, el equipo tibaseño logró ganar en el marcador global 2-1, teniendo derecho a una gran final. En la gran final se enfrentó nuevamente al Deportivo Saprissa en el juego de ida sumando 65 minutos, mientras en el juego de vuelta 19 minutos, el marcador global fue favorable para el equipo tibaseño, con el marcador global 2-1.
Debutó en el Torneo de Copa de Costa Rica el 15 de noviembre de 2022 contra el Municipal Santa Ana, ingresó de cambio al minuto 60 por Arturo Campos, finalizando con victoria 0-3. En el segundo partido, Vargas disputó los 90 minutos, en el empate 0-0, logrando avanzar a cuartos de final con el marcador global 3-0. El C. S. Herediano logró avanzar a la final, teniéndose que enfrentar a su clásico rival, el C. S. Cartaginés, en el juego de ida, Vargas colaboró con una asistencia a su compañero Keysher Fuller al minuto 76, en el que disputó los 90 minutos en la victoria 2-1. En el juego de vuelta, Vargas disputó 68 minutos, siendo la derrota 2-0, mientras el marcador global se encontraba con derrota 3-2, dejándose el subcampeonato.
El 10 de marzo de 2023 renovó el contrato con el C. S. Herediano extendiendo su ligamen por cuatro años más.

### Heart of Midlothian F. C.
El 7 de agosto de 2023, se oficializó su fichaje al Heart of Midlothian F. C. por un contrato de un año, en condición a préstamo y con opción a compra. El 13 de agosto, debutó en la Scottish Premiership contra el Kilmarnock F. C., Vargas ingresó al minuto 68 en el empate 0-0. El 1 de noviembre, Vargas se enfrentó al Livingston F. C. por la jornada once de la Scottish Premiership, ingresó al minuto 69 y realizó su primera anotación al minuto 79, dándole la victoria por el marcador 1-0.
Debido a una destacada actuación con el club escocés, el 26 de marzo de 2024, se oficializó su opción de compra por un periodo de 5 años, hasta el 2029. El 5 de abril, Vargas fue elegido en su primera ocasión con el equipo como el "mejor jugador del club del mes de marzo".

## Selección nacional

### Categorías inferiores
El 29 de mayo de 2023, se oficializó la convocatoria del director técnico Douglas Sequeira para la nómina de los jugadores para representar a la selección de Costa Rica sub-23 en la competición del Torneo Maurice Revello de 2023, Vargas fue parte de la nómina. Disputó el juego inaugural contra Venezuela, ingresando en la parte complementaria, el encuentro finalizó en empate 1-1, obteniendo la victoria en penales por 3-4. En su segundo compromiso, disputó como titular contra Francia, en la derrota 3-1. En su tercer partido, ingresó de cambio al minuto 77 contra Arabia Saudita, por el empate 0-0, perdiendo la serie en penales por 3-2, quedando eliminados de la competición en fase de grupos. Costa Rica disputó un partido por el undécimo puesto, enfrentándose contra Catar, Kenneth ingresó al inicio del segundo tiempo, por la derrota 2-4.
El 23 de junio de 2023, fue convocado por el director técnico Erick Rodríguez para la nómina de los jugadores para representar a la selección de Costa Rica sub-23 en la competición de los Juegos Centroamericanos y del Caribe de 2023 con sede El Salvador.

#### Participaciones internacionales
| Competición                                  | Sede        | Resultado      | Partidos | Goles |
| -------------------------------------------- | ----------- | -------------- | -------- | ----- |
| Torneo Maurice Revello de 2023               | Francia     | Fase de grupos | 4        | 0     |
| Juegos Centroamericanos y del Caribe de 2023 | El Salvador | Subcampeón     | 5        | 3     |

### Selección absoluta
El 26 de agosto de 2021, fue convocado por el técnico colombiano Luis Fernando Suárez para disputar las Eliminatorias Catar 2022. Se mantuvo en el banco de suplencia en los juegos contra Jamaica y El Salvador.
El 6 se julio de 2023, Kenneth Vargas fue convocado a la Copa de Oro de la Concacaf 2023 para sustituir a Carlos Mora, por la disputa en cuartos de final. Vargas estuvo en el banco de suplencia contra México por los cuartos de final, sin ver minutos en la derrota 2-0, siendo eliminados de la competición.
El 30 de agosto de 2023, fue convocado por el director técnico Claudio Vivas en una gira hacia Europa contra los encuentros amistosos contra Arabia Saudita y Emiratos Árabes Unidos. Vargas se mantuvo en el banco de suplencia contra Arabia Saudita. El 12 de septiembre debutó con la tricolor contra Emiratos Árabes Unidos, ingresando al terreno de juego al minuto 74 por la derrota 1-4.
El 10 de noviembre de 2023, fue convocado por el director técnico Gustavo Alfaro para disputar la Liga de Naciones de la Concacaf 2023-24 por los cuartos de final contra Panamá. Vargas disputó los juegos de ida y vuelta contra Panamá, siendo una derrota en el marcador global 6-1, resultado de la eliminación de la competición.
El 15 de marzo de 2024, se oficializó su convocatoria para el partido del Repechaje de la Copa América 2024 contra Honduras y el amistoso contra Argentina. El 23 de marzo, se enfrentó contra Honduras, ingresó de cambio al minuto 87 por la victoria 3-1. Tres días después se mantuvo en el banco de suplencia contra Argentina en la derrota 3-1.
El 1 de junio de 2024, se oficializó su convocatoria para la clasificación al mundial 2026 para los partidos contra San Cristóbal y Nieves y Granada. Vargas fue desconvocado contra San Cristóbal y Nieves (victoria 4-0) tres días después fue convocado y tuvo 19 minutos contra Granada por la victoria 0-3.
El 11 de junio de 2024, se oficializó su convocatoria de los 26 jugadores para la competición de la Copa América 2024. Vargas estuvo convocado para los partidos contra Brasil, Colombia y Paraguay, sin embargo, no sumó minutos en la competición, cerrando la Copa América 2024 en la tercera posición de la fase de grupos.
El 28 de agosto de 2024, se oficializó su convocatoria para la Liga de Naciones de la Concacaf 2024-25 contra Guadalupe y Guatemala. Vargas no fue convocado para el partido contra Guadalupe debido a una lesión y tampoco estuvo contra Guatemala debido a temas administrativos, según comentó en conferencia de prensa el técnico Claudio Vivas.

#### Participaciones internacionales
| Competición                             | Sede                    | Resultado        | Partidos | Goles |
| --------------------------------------- | ----------------------- | ---------------- | -------- | ----- |
| Liga de Naciones de la Concacaf 2023-24 | Concacaf                | Cuartos de final | 3        | 0     |
| Liga de Naciones de la Concacaf 2024-25 | Concacaf                | Cuartos de final | 4        | 1     |
| Copa de Oro de la Concacaf 2025         | Estados Unidos · Canadá | Cuartos de final | 4        | 0     |

#### Participaciones en eliminatorias
| Eliminatoria               | Sede                             | Resultado   | Partidos | Goles |
| -------------------------- | -------------------------------- | ----------- | -------- | ----- |
| Clasificación Mundial 2026 | Estados Unidos · México · Canadá | Por definir | 2        | 0     |

## Estadísticas

### Clubes
Actualizado al último partido jugado el 10 de mayo de 2025.
| Club                              | Div.          | Temporada     | Liga  | Liga  | Liga   | Copas nacionales | Copas nacionales | Copas nacionales | Copas internacionales | Copas internacionales | Copas internacionales | Total | Total | Total  |
| Club                              | Div.          | Temporada     | Part. | Goles | Asist. | Part.            | Goles            | Asist.           | Part.                 | Goles                 | Asist.                | Part. | Goles | Asist. |
| --------------------------------- | ------------- | ------------- | ----- | ----- | ------ | ---------------- | ---------------- | ---------------- | --------------------- | --------------------- | --------------------- | ----- | ----- | ------ |
| Municipal Grecia · Costa Rica     |               |               |       |       |        |                  |                  |                  |                       |                       |                       |       |       |        |
| 1.ª                               | 2020-21       | 11            | 2     | 1     | —      | —                | —                | —                | —                     | —                     | 11                    | 2     | 1     |        |
| 1.ª                               | 2021-22       | 17            | 3     | 2     | —      | —                | —                | —                | —                     | —                     | 17                    | 3     | 2     |        |
| Total club                        | Total club    | 28            | 5     | 3     | 0      | 0                | 0                | 0                | 0                     | 0                     | 28                    | 5     | 3     |        |
| C. S. Herediano · Costa Rica      |               |               |       |       |        |                  |                  |                  |                       |                       |                       |       |       |        |
| 1.ª                               | 2021-22       | 14            | 2     | 0     | —      | —                | —                | —                | —                     | —                     | 14                    | 2     | 0     |        |
| 1.ª                               | 2022-23       | 41            | 10    | 5     | 9      | 2                | 2                | 3                | 0                     | 0                     | 53                    | 12    | 7     |        |
| Total club                        | Total club    | 55            | 12    | 5     | 9      | 2                | 2                | 3                | 0                     | 0                     | 67                    | 14    | 7     |        |
| Heart of Midlothian F. C. Escocia |               |               |       |       |        |                  |                  |                  |                       |                       |                       |       |       |        |
| 1.ª                               | 2023-24       | 33            | 6     | 3     | 7      | 3                | 0                | 2                | 0                     | 1                     | 42                    | 9     | 4     |        |
| 1.ª                               | 2024-25       | 30            | 4     | 3     | 4      | 0                | 0                | 8                | 0                     | 1                     | 42                    | 4     | 4     |        |
| 1.ª                               | 2025-26       | 0             | 0     | 0     | 0      | 0                | 0                | —                | —                     | —                     | 0                     | 0     | 0     |        |
| Total club                        | Total club    | 63            | 10    | 6     | 11     | 3                | 0                | 10               | 0                     | 2                     | 84                    | 13    | 8     |        |
| Total carrera                     | Total carrera | Total carrera | 146   | 27    | 14     | 20               | 5                | 2                | 13                    | 0                     | 2                     | 179   | 32    | 18     |
| 1. 2. Fuente:Transfermarkt        |               |               |       |       |        |                  |                  |                  |                       |                       |                       |       |       |        |

### Selección de Costa Rica
Actualizado al último partido jugado el 29 de junio de 2025.
| Selección                                         | Año | Eliminatorias | Eliminatorias | Eliminatorias | Continental | Continental | Continental | Mundial | Mundial | Mundial | Amistosos | Amistosos | Amistosos | Total | Total | Total  |
| Selección                                         | Año | Part.         | Goles         | Asist.        | Part.       | Goles       | Asist.      | Part.   | Goles   | Asist.  | Part.     | Goles     | Asist.    | Part. | Goles | Asist. |
| ------------------------------------------------- | --- | ------------- | ------------- | ------------- | ----------- | ----------- | ----------- | ------- | ------- | ------- | --------- | --------- | --------- | ----- | ----- | ------ |
| Absoluta · Costa Rica                             |     |               |               |               |             |             |             |         |         |         |           |           |           |       |       |        |
| 2023                                              | —   | —             | —             | 2             | 0           | 0           | —           | —       | —       | 1       | 0         | 0         | 3         | 0     | 0     |        |
| 2024                                              | 1   | 0             | 0             | 5             | 1           | 0           | —           | —       | —       | 1       | 0         | 0         | 7         | 1     | 0     |        |
| 2025                                              | 1   | 0             | 0             | 6             | 1           | 3           | —           | —       | —       | 0       | 0         | 0         | 7         | 1     | 3     |        |
| Total                                             | 2   | 0             | 0             | 13            | 2           | 3           | 0           | 0       | 0       | 2       | 0         | 0         | 17        | 2     | 3     |        |
| 1. Fuente:Transfermarkt / National Football Teams |     |               |               |               |             |             |             |         |         |         |           |           |           |       |       |        |

#### Goles internacionales
| N. | Fecha                 | Sede                       | Rival     | Gol | Resultado | Competición                                   |
| -- | --------------------- | -------------------------- | --------- | --- | --------- | --------------------------------------------- |
| 1. | 15 de octubre de 2024 | Estadio Nacional, San José | Guatemala | 2–0 | 3-0       | Liga de Naciones de la Concacaf 2024-25       |
| 2. | 21 de marzo de 2025   | FFB Field, Belmopán        | Belice    | 0–3 | 0-7       | Clasificación Copa de Oro de la Concacaf 2025 |

## Vida privada
Es hijo del exfutbolista Kenneth Vargas.